# 1945 في بلجيكا
فيما يلي قوائم الأحداث التي وقعت خلال عام 1945 في بلجيكا.

## سياسة

### انتهاء فترة المنصب
- 9 مايو – فيدكون كفيشلينغ رئيس-الوزراء.

## مواليد

### يناير
- 1 يناير – جاكي إيكس

### مارس
- 1 مارس – ويلفريد فان موير لاعب كرة قدم بلجيكي.
- 5 مارس – إروين فاندينديل لاعب كرة قدم بلجيكي.
- 23 مارس – إريك دي فلامنك

### أبريل
- 6 أبريل – ليون دولمانز لاعب كرة قدم بلجيكي.
- 14 أبريل – يوهان ديفرينت لاعب كرة قدم بلجيكي.

### يونيو
- 17 يونيو – إيدي ميركس درّاج طريق بلجيكي.

### سبتمبر
- 13 سبتمبر – نويل غودين
- 20 سبتمبر – نيكولاس ديفالك لاعب كرة قدم بلجيكي.
- 25 سبتمبر – فرانس يانسينس لاعب كرة قدم بلجيكي.

### أكتوبر
- 6 أكتوبر – لوك ساندرز لاعب كرة قدم بلجيكي.

## وفيات

### ديسمبر
- 30 ديسمبر – جول بابارت (مواليد 1905) لاعب كرة قدم بلجيكي.